# دون دبليو. ويلسون
دون دبليو. ويلسون (بالإنجليزية: Don W. Wilson)‏ هو مؤرخ أمريكي، ولد في 7 ديسمبر 1942 في كلاي سنتر في الولايات المتحدة.